# Attila Sallustro
Attila Sallustro (Assunção, 15 de dezembro de 1908 - Roma, 28 de maio de 1983) era um futebolista e técnico de futebol paraguaio, naturalizado italiano, que atuava como atacante.

## Carreira
Sallustro atuou a maior parte de sua carreira no Napoli, time em que jogou de 1926 a 1937 por 11 temporadas, das quais quatro como capitão, sendo o 4 maior artilheiro da história do clube, com 108 gols.
Aposentou-se no Salernitana em 1939.